# Alan Turing
Alan Mathison Turing (IPA: [ˈælən ˈmæθɪsən ˈtjʊəɹɪŋ]) (Maida Vale, London, 1912. június 23. – Wilmslow, Cheshire, Anglia, 1954. június 7.) angol matematikus, a modern számítógép-tudomány egyik atyja. Nagy hatással volt az algoritmus és a számítógépes adatfeldolgozás hivatalos koncepciójának kidolgozására és ő alkotta meg a róla elnevezett Turing-gépet. Szabályba foglalta a ma már széles körben elfogadott Church–Turing-tézist, ami szerint minden számítási modell és gyakorlati számítási modell azonos a Turing-géppel vagy annak részegységével. Turing először az 1936-ban megjelent On Computable Numbers, with an Application to the Entscheidungsproblem című cikkében publikálta az elméletét. A második világháború alatt sikeres erőfeszítéseket tett a német rejtjelkódok feltörésére. A háború után az egyik legkorábbi digitális számítógép létrehozásán fáradozott, és közreadott több provokatív írást, például a Computing Machinery and Intelligence címűt, amelynek az első sora újszerűen gondolatébresztő volt „Azt javaslom megfontolásra, hogy tudnak-e a gépek gondolkodni?” (Turing-teszt).

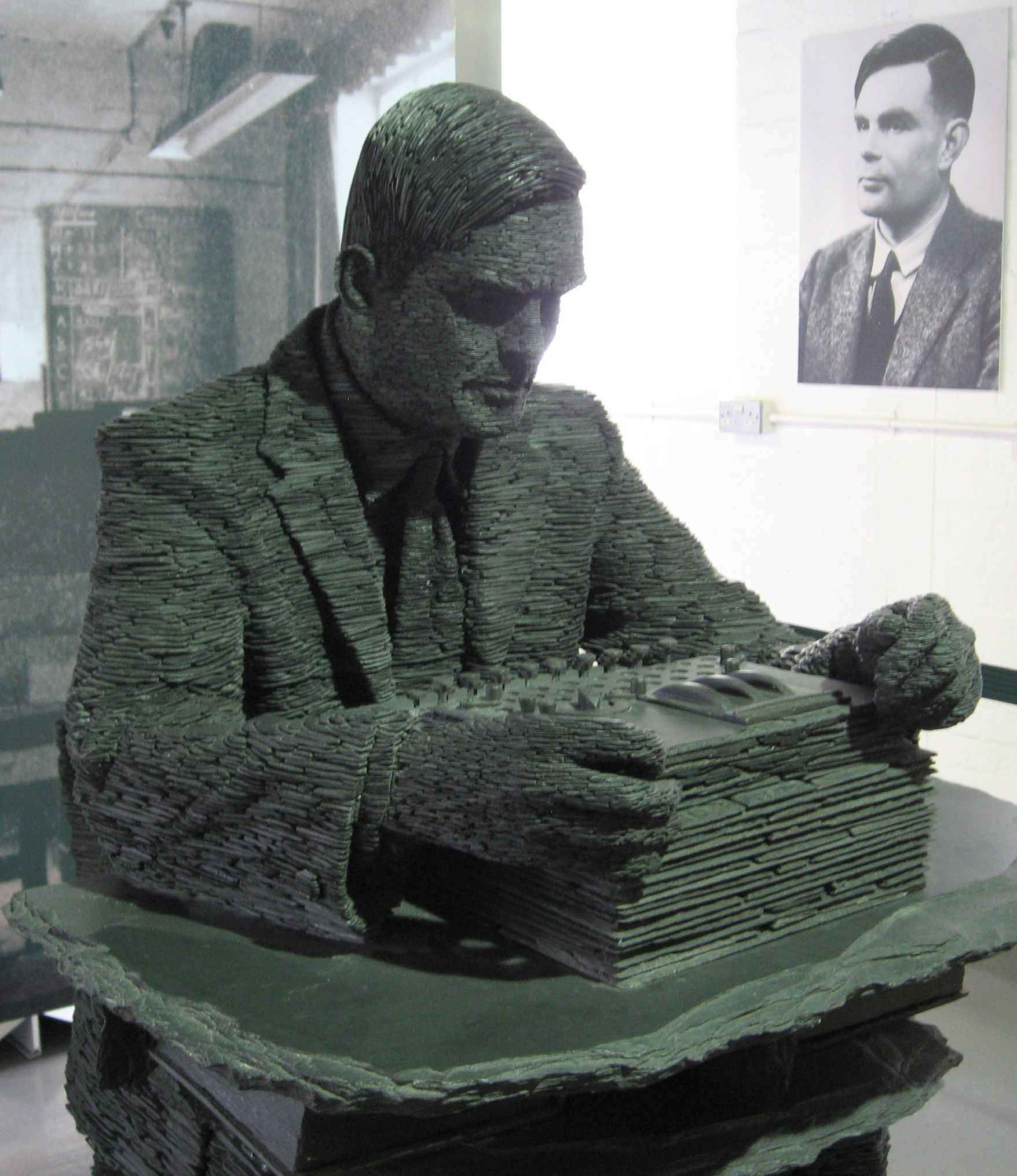
Alan Turing szobra, amely Stephen Kettle alkotása a Nemzeti Számítástechnikai Múzeumban, Bletchley-ben, Nagy-Britanniában és fotója a falon

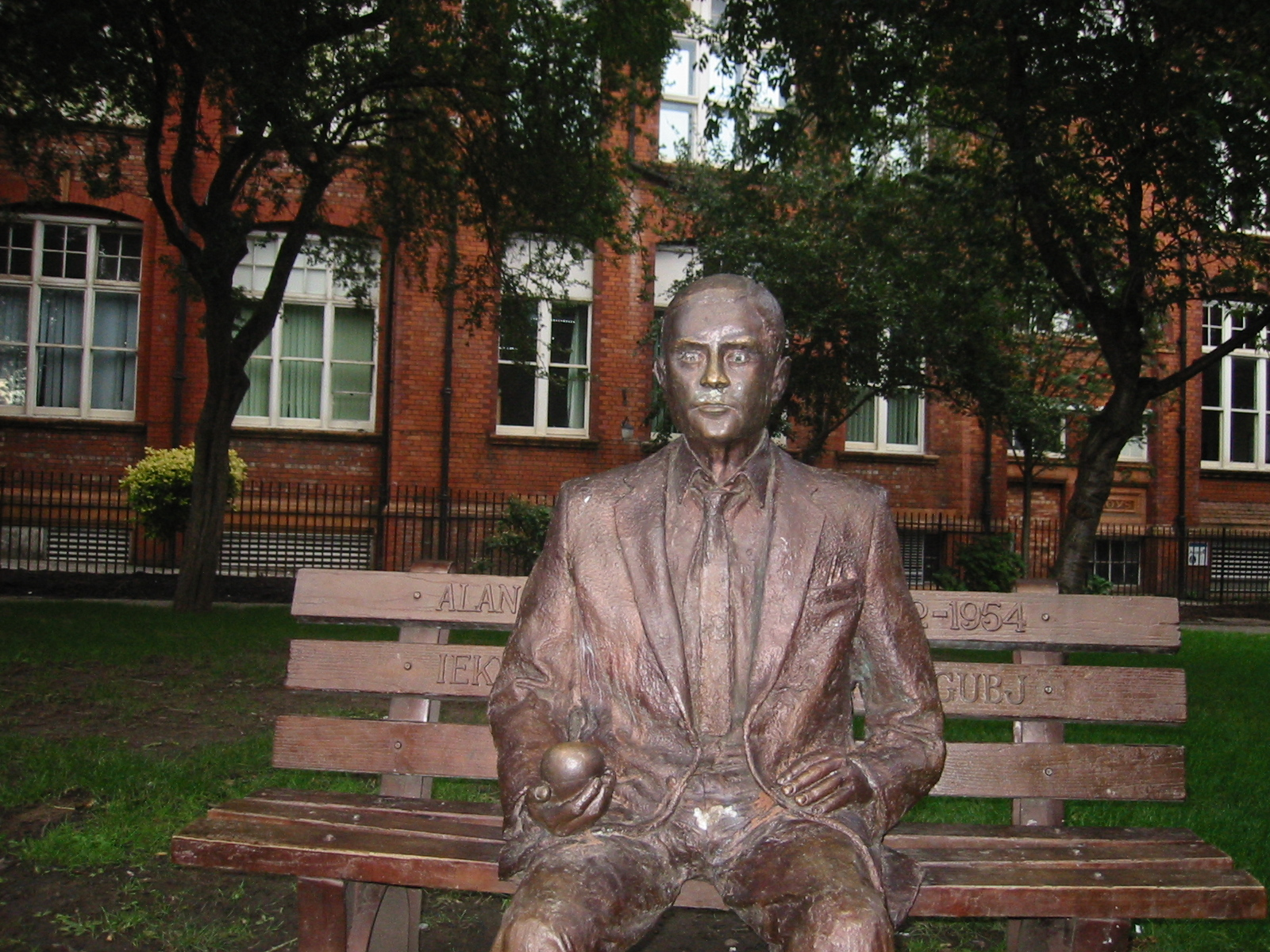
Turing-emlékmű Manchesterben

## Gyermek- és fiatalkora
1912. június 23-án Paddingtonban (London) született, felső-középosztálybeli család második fiaként. Apja Julius Mathison Turing, köztisztviselő, édesanyja Ethel (szül. Stoney). Mivel atyja aktívan szolgált az Indiai Köztisztviselői Karban, és ingázott India és Anglia között, ezért 1926-ig a gyerekek különböző rokonoknál laktak – nem akarván őket kitenni a brit kolóniákon leselkedő veszélyeknek. A kis Alan már korán a zsenialitás jeleit mutatta, jelezve az előtte álló kimagasló karriert. Elmondása szerint 3 hét alatt egymaga megtanult olvasni, és korán érdeklődést mutatott a számok és a fejtörők iránt.
Szülei a St. Michael's-be íratták be, hatéves korában. Az iskola igazgatónője korán felfedezte zsenialitását, akárcsak későbbi tanárai a Marlborough College-ban (ez egy zártkörű, tandíjköteles középiskola). Itt voltak első problémái is dekadens viselkedése miatt. 13 évesen a Sherborne-internátusban tanult tovább, ekkor már a helyi újságba is bekerült a tehetséges fiú: ekkoriban ugyanis általános sztrájk volt Angliában, és 60 mérföldet kerékpározott az iskoláig, éjszakára egy fogadóban megszállva.
Turing tudományok iránti érdeklődését nem méltányolták Sherborne tanárai és igazgatói, akik nagyobb hangsúlyt helyeztek a klasszikus humán képzésre, mint a tudományosra. De ezek ellenére Turing folytatta figyelemre méltóan eredményes tanulmányait (főleg kedvenc tantárgyaiból).
1928-ban, 16 éves korában találkozott Albert Einstein munkásságával, és nemcsak hogy megértette, hanem egy olyan szövegből, amely nem szögezi le ezt egyértelműen, a newtoni mozgástörvények Einstein általi kétségbe vonását is levezette.

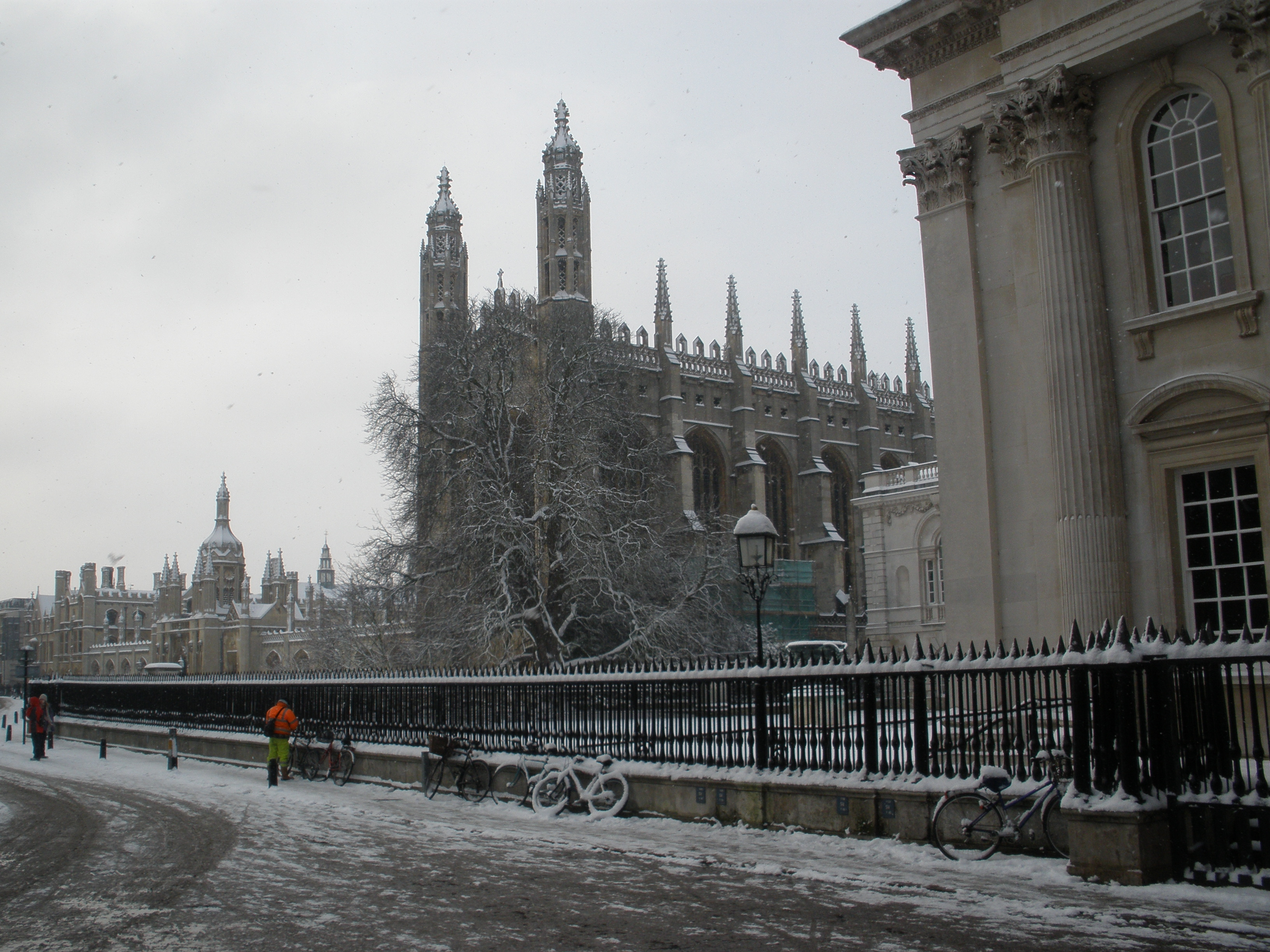
Cambridge Egyetem: a King's College és az egyetemi szenátus épülete télen.

## Az egyetemi évek és első munkái
Mivel nem szerette kitartóan gyötörni magát a klasszikus humán tantárgyakkal (nem úgy a matematikával és más tudományokkal), Turing megbukott az érettségin – több alkalommal is. Ennek ellenére a felvételi bizottság meglátta benne a zsenialitás szikráját, így a Cambridge-i Egyetemen a King's College-re felvételt nyert. (Első választása a Trinity College volt.) G. H. Hardy, az elismert matematikus is tanára volt. Turing itt tanult 1931 és 1934 között, majd újfent a King's College tagjaként kapott ösztöndíjat. Főként a logika és a valószínűségszámítás érdekelte. Az angol tudós mindezt a „Kiszámítható számokról” szóló, 1936 decemberében megjelent dolgozatában vetette papírra, megírván különös téziseit. Szerzője – a matematikai problémán túllépve, azt általánosítva – a logikus és a fizikai folyamatok, a gondolkodás és cselekvés szintézisére törekedett. E célt szolgálta az úgynevezett (egyetemes) Turing-gép teóriája.
1938-ban tudományos fokozatot (PhD) szerez a Princetoni Egyetemen (Egyesült Államok), ahol Alonzo Church a tanára, s az első elméleti munkák (Turing-gép, számelmélet, logika, algebra) már készen vannak. Diplomamunkáját az aktív (számító)gépes adatfeldolgozásból írta Systems of Logic Based on Ordinals címmel. Turing ebben a munkájában olyan matematikai problémákról is ír, amik nem kiszámíthatóak, akármennyi idő és memória is áll rendelkezésre.
1938 nyarán hazatért a Cambridge-i Egyetemre, a King's College-be, és előadásokat hallgatott Ludwig Wittgensteintől a matematika alapjairól. A vitára mindig kész, de eltérő vehemenciájú két tudós összekülönbözött: Turing védte matematikai elképzeléseit, míg Wittgenstein arról érvelt, hogy a matematika túlértékelt és nem fedezhet fel abszolút igazságokat.

## A kódtörés
1939 őszén, a második világháború kitörésekor a Government Code and Cypher Schoolba kerül, a Bletchley Parkba.
A második világháború alatt nagyon fontos résztvevője volt annak a Bletchley Park-i kódtörő csoportnak, amely a nácik hírhedt Enigmáját törte fel. Elősegítette matematikai megérzéseivel mind az Enigma kódjainak feltörését, mind a Hal nevű távíró rejtjeleinek megfejtését (ez utóbbi Lorenz és Siemens találmánya volt). A távíró éles elméjű megoldásai hasznára voltak a Colossus nevű digitális számítógép megalkotásakor. Max Newman és Thomas Flowers is különböző gépeket hoztak létre a kód feltörésére 1943-ban. Turing szintén részt vett a lengyel „Bomba” továbbfejlesztett változatának kidolgozásában, aminek segítségével az Enigma üzeneteinek kulcsát keresték meg (a kulcs segítségével aztán az aznapi Enigma üzeneteket meg tudták fejteni).
Ezek az elektromechanikai eszközök, az úgynevezett „Enigma-gépek” képesek voltak nagy sebességgel ellenőrizni az Enigma-rotorok különféle beállításait, így kizárva a lehetséges beállítások nagy részét. A maradékot kellett csak manuálisan ellenőrizni, így általában 3-6 órával az éjféli kódváltás után el tudták olvasni a német Enigma-üzeneteket. Az Enigma kódjainak megfejtése döntő jelentőségű volt a németek legyőzésében. Turing ez irányú munkássága az 1970-es évekig titokban maradt, csak legközelebbi barátai tudtak erről.
Becslések szerint Turing munkája Európában mintegy 2 évvel rövidítette le a második világháborút.

## Munka a korai számítógépen, a Turing-teszt

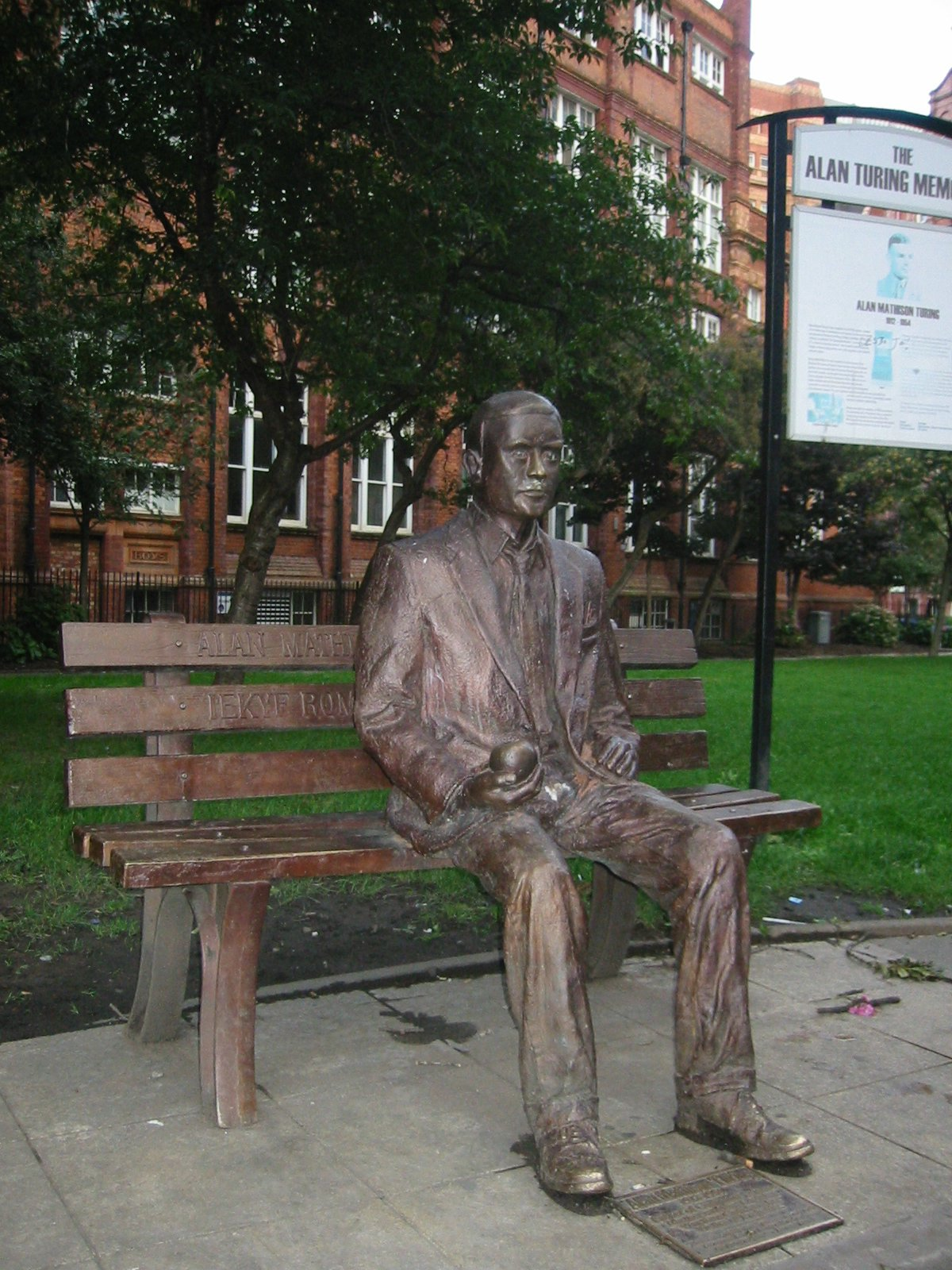
Szobra a Sackville Parkban

1945 és 1948 között Londonban, a National Physical Laboratoryben, az ACE (Automatic Computing Engine) programon dolgozott és közben elméleti munkákat publikált programozásról, neurális hálókról, mesterséges intelligenciáról. A mesterséges intelligencia egyik első elméleti megalapozója volt. 1947-ben jelent meg Lecture on the Automatic Computing Engine című munkája, amiben elsőként írt „számítógépes intelligenciáról”.
Közben atletizált is, főként futott. Az 1948-as londoni olimpián való részvételét sérülés hiúsította meg.
1948-ban Newman meghívására helyettes igazgatója lett a Computing Machine Laboratorynek Manchesterben (igazgató nem volt kinevezve). Turing rövid karrierjének további szakaszát a Manchester Universityn töltötte. Kollégáival közösen itt dolgozták ki a legkorábbi digitális, tárolt programú számítógépek egyikét, a Manchester Mark 1-et. Ez idő alatt folytatta elméleti munkáját, és 1950-ben jelentette meg később híressé vált írását, Computing Machinery and Intelligence („Számítógépek és intelligencia”) címmel, amiben elsőként írja le a Turing-tesztet, amivel el lehet dönteni, hogy egy gép gondolkozik-e.
1952-ben Turing egy sakkprogramot írt. Mivel a számítógépet nem érezte elég gyorsnak a futtatásához, ő maga szimulált egy komputert, ami körülbelül fél órát gondolkodott egy lépésen. A játszma a Bécsi játék Falkbeer variációjában kezdődött, Turing gépe a 29. lépésben veszített.

## Biomatematika
1951-től 1954-ben bekövetkezett haláláig a biomatematika foglalkoztatta, különös tekintettel a morfogenezisre. „A morfogenezis kémiai alapjai” („The Chemical Basis of Morphogenesis”) címmel 1952-ben cikket jelentetett meg, amelyben lefektette a természetes minták képződésére vonatkozó elméletét. A témán belül leginkább a Fibonacci-számok növényi struktúrákban való előfordulása izgatta. A biológiai növekedésre vonatkozó számításait 1951-től a Computing Machine Laboratory Ferranti Mark I számítógépén végezte, ami a kereskedelemben kapható első, tárolt programú számítógép volt.

## Díjak, elismerések
- 1951 márciusában a Royal Society tagjai közé választották, ami nagy megtiszteltetés volt.
- 1953 májusában a Manchesteri Egyetemen egy speciális díjat kapott számításelméleti munkásságáért.

## Homoszexualitás, üldöztetés és halál
Angliában Turing életében a homoszexualitást betegségnek tekintették, gyakorlása törvénybe ütköző, büntetendő cselekedet volt. 1952-ben Turing újdonsült partnere, Arnold Murray titokban, pénzért betörőket segített a matematikus házába. Turing ezért feljelentést tett a rendőrségen. A nyomozás során Turing beismerte, hogy szexuális kapcsolatban állt a fiatalemberrel. Turingot vád alá helyezték, elítélték, végül pedig választhatott a börtön és a libidócsökkentést célzó hormonkezelés között. Az egy éven át tartó hormonkezelés mellett döntött. Az ügy eredményeképpen a Government Communications Headquartersnél (GCHQ) betöltött kódtörői állását elvesztette.
1954. június 8-án a takarítója talált rá holtan. Ciánmérgezésben halt meg, valószínűleg attól a félig elfogyasztott almától, melyet az ágya mellett találtak. Magát az almát soha nem vizsgálták, a ciánmérgezést a holttest alapján állapították meg. A többség úgy véli, a tudós halála nem lehetett véletlen, édesanyja szerint viszont baleset történt, ami Turing hanyagul tárolt vegyszerei miatt következhetett be. Talán anyja megnyugtatására választotta ezt a módszert, talán kedvenc meséje, a Hófehérke ihlette, nem tudni. Azt is lehetségesnek tartották, hogy gyilkosság áldozata lett, nehogy féltett államtitkok szivárogjanak ki rajta keresztül. 1954. június 12-én helyezték örök nyugalomra.
2009. szeptember 11-én – jelentős társadalmi nyomás hatására – Gordon Brown brit miniszterelnök bocsánatot kért a mindenkori kormány nevében azért a visszataszító bánásmódért, amelyben a tudóst részesítették annak idején a hatóságok, és ezzel halálba kergették. „Túlzás nélkül kijelenthetjük, hogy Turing kiemelkedő tevékenysége nélkül a második világháború története nagyon másként alakult volna. A hála, amivel neki tartozunk, még borzasztóbbá teszi azt az embertelenséget, amiben része volt” – jelentette ki a brit kormányfő. 2013. december 23-án posztumusz királyi kegyelemben részesült.

## Emlékezete
A híres matematikus életéről és munkásságáról több film is készült: az 1996-ban bemutatott A kód feltörése (Breaking the Code), amelyben Derek Jacobi alakította Turingot; Michael Apted Enigma című filmje 2001-ből; valamint a 2014-ben bemutatott Kódjátszma (The Imitation Game) című film, melynek főszereplője Benedict Cumberbatch.
2019 júliusában Bank of England bejelentette, hogy Turing arcképe szerepel a tervezett új 50 fontos bankjegyen.

## Szakirodalom

### Magyarul
- Andrew Hodges: Kódjátszma. Alan Turing élete (Alan Turing: The Enigma alapján) (Gabo, 2015) Ford.: Bakonyi-Táncos Vera, Dörnyei Julianna Katalin. ISBN 978 963 406 011 6
- Alan Turing: Számológépek és gondolkodás. In: A kibernetika klasszikusai (Budapest, 1965) Stúdium Könyvek. 120–160. o. Eredetileg: Mind, 1950

### Angolul
- Hodges, Andrew: Alan Turing: The Enigma. (Simon & Schuster, New York, 1983)
- Turing, Alan: On Computable Numbers, with an Application to the Entscheidungsproblem, Proceedings London Mathematical Society, Series 2, 42 (1936): 230–267.
- Gottfried, T.: Alan Turing: The Architect of the Computer Age (Danbury, Conn.: Franklin Watts, 1996)
- Newman, M. H. A.: Alan Mathison Turing, 1912–1954, Biographical Memoirs of Fellows of the Royal Society, 1 (1955), p. 253–263.
- Turing, S.: Alan M. Turing (Cambridge: W. HeVer, 1959)
- Copeland, B. Jack (szerk.): The Essential Turing: Seminal Writings in Computing, Logic, Philosophy, Artificial Intelligence, and Artificial Life: Plus The Secrets of Enigma (Oxford University Press, 2004) ISBN 0-19-825079-7